# Janssensantus pauliani
Janssensantus pauliani là một loài bọ cánh cứng trong họ Bọ hung (Scarabaeidae).